# تریوخگورنی
شهر تریوخگورنی (به روسی: Трёхгорный) در کشور روسیه و در اوبلاست چلیابینسک واقع شده‌است.